# Štefurov
Štefurov es un municipio del distrito de Svidník en la región de Prešov, Eslovaquia, con una población estimada a final del año 2024 de 99 habitantes.
Se encuentra ubicado en el centro-norte de la región, cerca del río Ondava (cuenca hidrográfica del río Tisza) y de la frontera con  Polonia.

## Demografía
| Año        | 1994 | 2004    | 2014    | 2024     |
| ---------- | ---- | ------- | ------- | -------- |
| Población  | 106  | 111     | 111     | 99       |
| Diferencia |      | +4,71 % | −1,42 % | −10,81 % |

| Año        | 2023 | 2024    |
| ---------- | ---- | ------- |
| Población  | 103  | 99      |
| Diferencia |      | −3,88 % |